# Хёрст, Мишель
Мишель Хёрст (англ. Michelle Hurst) — американская актриса, наиболее известная благодаря роли Мисс Клодетт Пиледжи в первом сезоне сериала Netflix «Оранжевый — хит сезона».
Хёрст родилась и выросла в Бруклине, Нью-Йорк, и в 1974 году окончила Колледж Маунт-Холиок в Массачусетсе. Основную часть карьеры она провела в театре, а в 1990-х также периодически появлялась на большом экране, с небольшими ролями в фильмах «Пустоголовые», «Дым», «Я стреляла в Энди Уорхола» и «Мачеха». На телевидении она сыграла несколько разных ролей в сериалах «Закон и порядок», «Закон и порядок: Специальный корпус» и «Закон и порядок: Преступное намерение», а также появилась в «Секс в большом городе», «Третья смена», «Спаси меня» и «Хорошая жена».
Свою первую крупную роль на экране Хёрст сыграла лишь в 2013 году, в сериале Netflix «Оранжевый — хит сезона». В конце 2013 года она попала в автомобильную аварию, из-за которой шестнадцать дней находилась в коме.